# Borgagne
Borgagne (Burgagne in dialetto locale, Βράνι Vràni in greco salentino) è la sola frazione (2 076 abitanti nel 2001) del comune di Melendugno in provincia di Lecce, in Puglia.
Situata nel Salento centrale, dista 4 km dal Mare Adriatico (località Sant'Andrea), 6 km dal capoluogo comunale e 25 km da Lecce. L'economia, basata prevalentemente sull'agricoltura, ha conosciuto negli ultimi anni un forte incremento di attività imprenditoriali legate al settore turistico-ricettivo.

## Geografia fisica
Il centro abitato di Borgagne è situato a 18 metri sul livello del mare a pochi chilometri dalla costa adriatica e a 7 km dall'Oasi protetta dei Laghi Alimini. Posto a sud-est di Melendugno, è circondato da distesi campi di ulivi secolari con le cui olive si produce l'olio extravergine di oliva Terra d'Otranto.

## Storia

### Le origini
Il toponimo di Borgagne deriverebbe da Borgo d'Agne, cioè Borgo dell'agnello, come già nel XIV secolo veniva chiamata questa località, caratterizzata da attività prettamente agricolo-pastorizie. Il paese, però, ha avuto anche un nome grico, Vrani, come lo chiamavano i centri vicini della Grecìa Salentina. Vrani forse si rifà al greco “ranìs”, cioè “acqua”, per indicare una zona paludosa.
Il sito fu abitato dai monaci basiliani, giunti tra il VII e il X secolo, sfuggendo alla persecuzione dell'imperatore greco Leone III Isaurico e a quella musulmana in Sicilia e Africa. I documenti riportano Borgagne quale grancia dipendente dal monastero di San Nicola di Casole (presso Otranto), al tempo il centro politico, religioso e culturale del Salento bizantino.
La permanenza basiliana a Borgagne è testimoniata dai resti di alcune cripte, più propriamente delle laure di modeste dimensioni, una delle quali è ancora visibile sull'altura dei Caliani. Essa fu più tardi trasformata in un frantoio ipogeo, perdendo molti degli affreschi bizantini presenti sulle pareti. Ad ogni modo, intorno a questi piccoli luoghi di preghiera, scavati nella roccia, sorse un primo centro abitato, mentre nella campagna circostante nacquero alcuni casali, di cui Pasulo è sicuramente il più rilevante.

### Medioevo ed età moderna
Per la storia di Borgagne del Tardo medioevo, la prima vera documentazione risale agli anni 1314 e 1337, nei quali si attesta che una nobile famiglia provenzale, gli Stendardo, possedeva rispettivamente i feudi di Pasulo e Borgagne. Successivamente, instauratosi ormai il feudalesimo, i possedimenti passarono di mano in mano a potenti famiglie straniere. I De Iserio, che venivano da Barletta, seguirono agli Stendardo: pare che di padre in figlio abbiano mantenuto il feudo fino alle lotte tra francesi e spagnoli che, nella seconda metà del Quattrocento, si contesero il Mezzogiorno. Nel 1463 Borgagne è soggetta solo al capitaneo di Lecce ed è senza un feudatario, per espressa richiesta del paese al re. Tuttavia, solo un anno dopo, il 18 giugno 1464, Ferdinando I d'Aragona, re di Spagna, donò, per servigi ricevuti, i feudi di Borgagne e Pasulo a Gaspare Petraroli, un barone ostunese; questi poi li passò al figlio Belisario. E fu quest'ultimo, nel 1497, a far erigere il nucleo originario del castello di Borgagne, in un luogo alto ed esplicitamente a difesa dell'abitato. Questo testimonia l'esistenza di un vero e proprio villaggio borgagnese, che sicuramente si estendeva per lo più nelle attuali vie "Castello", "Conciliazione Laterano" e "IV Novembre", nelle quali il Petrarolo fece costruire delle case-torre a presidio, visibili ancora oggi. Non c'è dubbio che queste misure difensive erano state rese indispensabili dalle varie incursioni dei turchi, che solo una ventina d'anni prima avevano assaltato Otranto e la vicinissima Roca Vecchia, e si erano anche spinti contro le masserie circostanti.
Ma nel 1531 Belisario cadde in disgrazia: colpevole di aver partecipato alla congiura aristocratica napoletana contro gli spagnoli, gli vennero confiscati i feudi e il castello. Solo alla fine del secolo i Petraroli riuscirono a riconquistare i loro feudi; nel 1601 Lucrezia Petraroli li vendette, poi, una volta per tutte a Vincenzo Maria Zimara, un facoltoso salentino di Galatina, figlio del più noto medico e filosofo Teofilo.
Siamo ormai in un nuovo periodo: il paese, ingranditosi, venne definito col termine di Stato di Borgagne, e inglobava anche il casale di Pasulo e il feudo disabitato di San Salvatore. Intanto le masserie fortificate si consolidavano nei territori circostanti; la chiesa sulla piazza, consacrata nel 1584, venne modificata nella parte anteriore, in stile barocco, dando forma quasi definitiva all'attuale parrocchiale (1611). Nel 1616 avvenne un nuovo passaggio: gli acquirenti sono ora gli Spinola, famiglia nobilissima che alla città di Genova aveva donato cardinali e Dogi. Da questi, infine, lo "Stato di Borgagne" venne ceduto ai milanesi Gallarati Scotti, che rimasero nel territorio salentino fino ai primissimi anni dell'Ottocento, quando nel 1806 fu abolita la feudalità.

### Età contemporanea
Per tutto il Settecento e l'Ottocento il paese di Borgagne rimase in una certa immobilità. La popolazione continuava ad essere costituita da una maggioranza di contadini, eccezion fatta per qualche borghese facoltoso. Nell'Ottocento, però, il paese fu al centro di una grande mobilitazione cittadina per una cattiva ridistribuzione delle terre demaniali, sottratte ai feudi baronali: soprattutto per tali motivi, Borgagne, passato sotto il controllo del vicino comune di Melendugno, ebbe spesso con questo un rapporto conflittuale. 
Nel 1860 si abbellì di una piazza, quella antistante la Chiesa Madre, che tuttavia fu costruita sulla cripta ipogea del periodo bizantino, per questo oggi inaccessibile. 
Il paesaggio urbano di Borgagne era caratterizzato dalle case-corte (oggi visibili in via Conciliazione Laterano) e da modeste abitazioni con il tetto ad embrici. 
Tutta la zona circostante era invece soggetta all'insalubrità del terreno paludoso, causa di malaria e di un'alta mortalità. Le paludi furono bonificate, poi, in periodo fascista, e da allora il paese ha visto una ricrescita, forte soprattutto dopo gli anni Sessanta del Novecento.

## Monumenti e luoghi d'interesse

### Architetture religiose

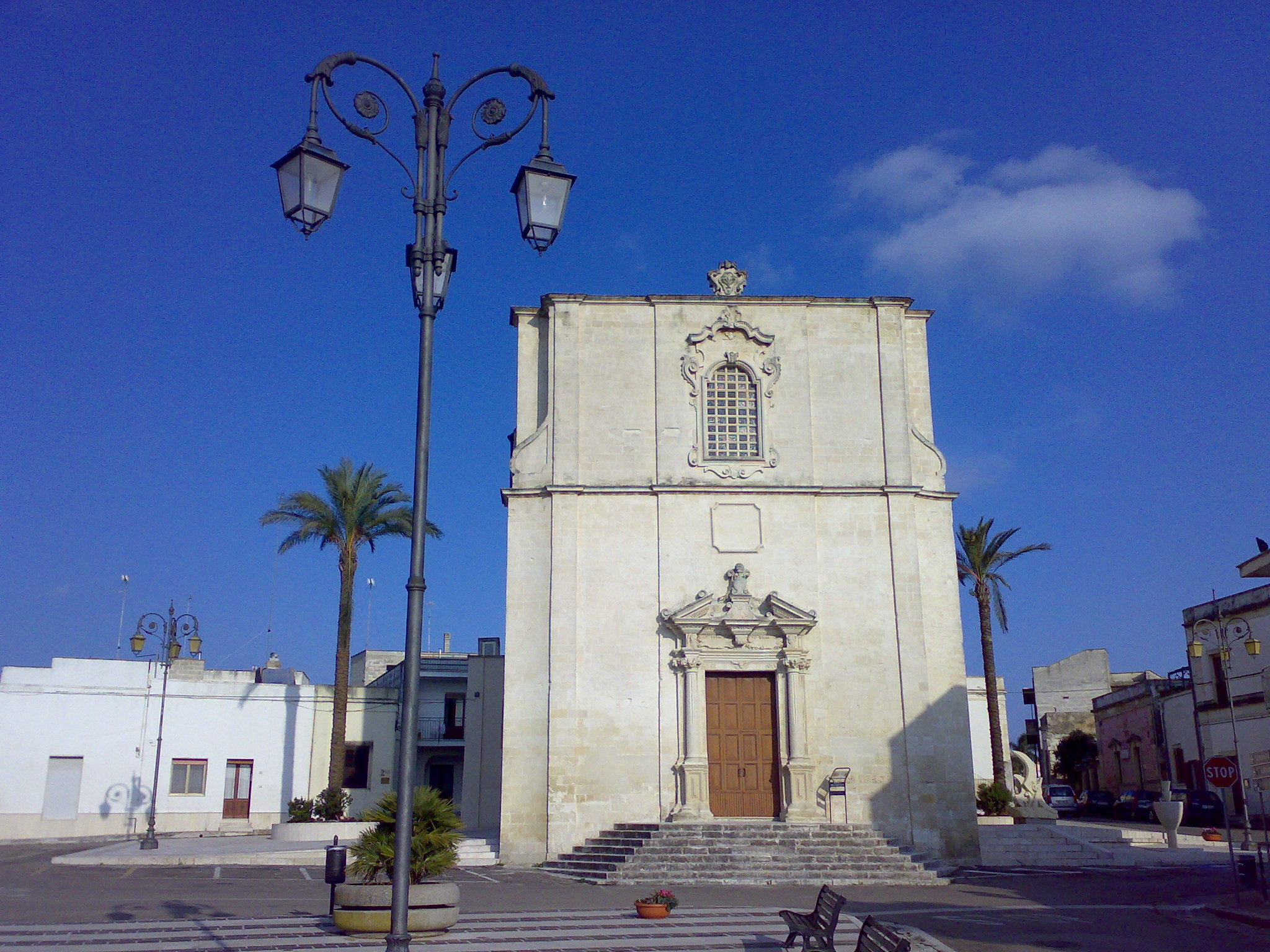
Chiesa della Presentazione del Signore

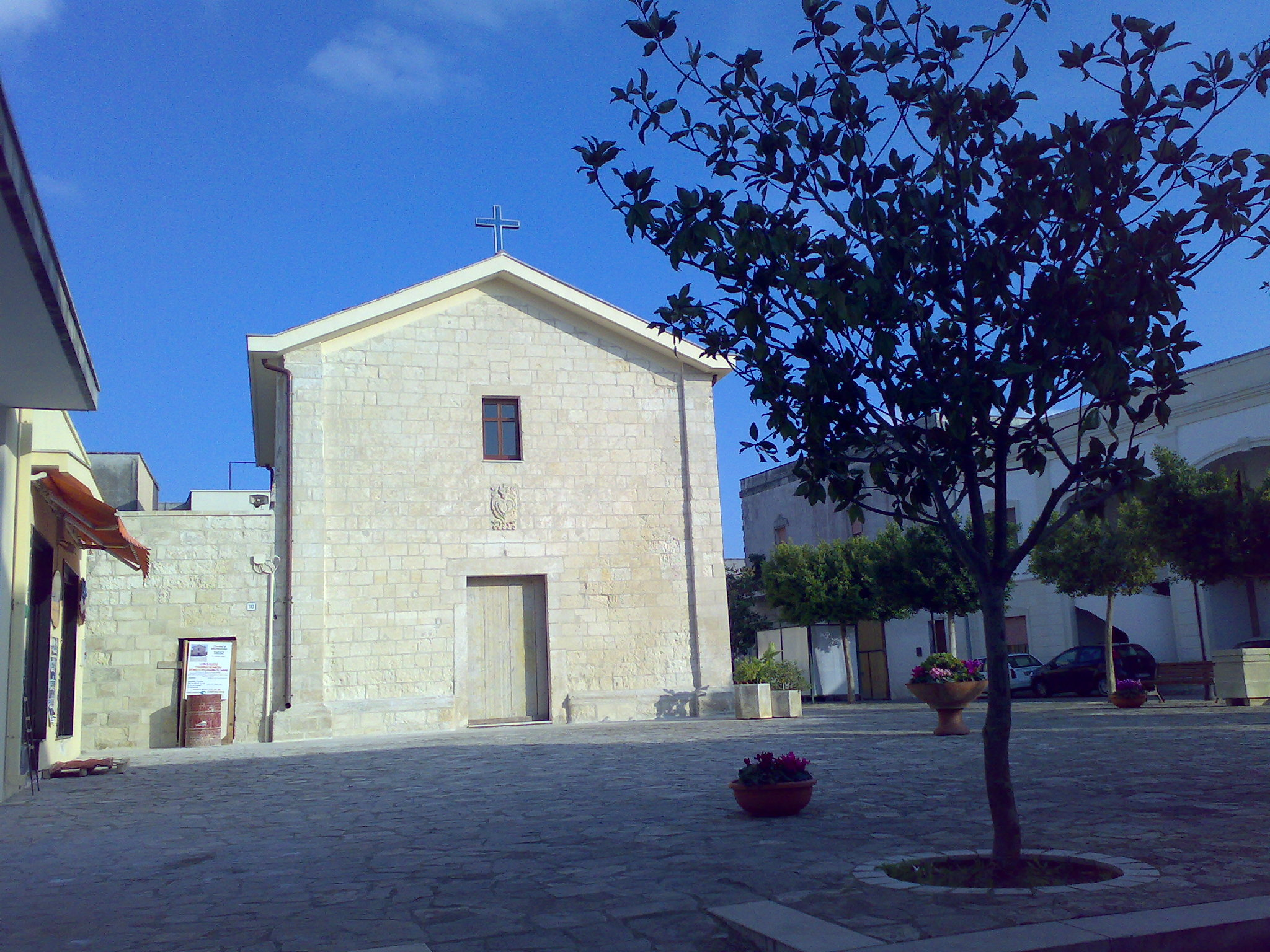
Chiesa del Carmine

#### Chiesa della Presentazione del Signore
La chiesa della Presentazione del Signore presenta dell'edificio cinquecentesco, consacrato nel 1584, soltanto la parte absidale. Il robusto portale, di chiara matrice neretina, è datato 1611. La struttura risulta costituita da un'unica navata, coperta a volta soltanto nel 1780-1786, ed ha quattro altari, due per lato. La chiesa fu dedicata alla Presentazione del Signore, come rilevano l'epigrafe latina e il portale, che fu conservato nella ricostruzione settecentesca della fabbrica.
Fu l'alessanese Emanuele Orfano, con la sua arte, a realizzare gli altari e le pile dell'acqua lustrale e del fonte battesimale. Di pregevole fattura sono le tele che adornano la chiesa: Madonna Immacolata e San Giuliano (1790), Vergine del Rosario con i Santi in cui è raffigurata una veduta di Borgagne della prima metà del Seicento e lo stemma del paese costituito da due cornucopie sormontate da tre spighe e tre stelle a otto punte, Martiri di Otranto, Sant'Antonio da Padova, Sant'Oronzo.
Da vedere sono anche tre statue in pietra colorata del Redentore e degli Arcangeli Michele e Raffaele, collocate in origine sull'altare maggiore e un tabernacolo ligneo. Recenti restauri hanno riportato agli antichi colori originari la splendida volta absidale, gli altari delle Anime Sante e di Sant'Antonio, l'acquasantiera e il fonte battesimale.

#### Chiesa della Madonna del Carmine
La chiesa della Madonna del Carmine risale al 1619 ed è ciò che rimane del convento dei carmelitani abitato sino al 1625.
La semplice facciata, inquadrata da due robuste paraste, è costituita da una piccola finestrella posta in asse con l'unico portale d'accesso sul quale è posizionato lo stemma del paese. L'interno, ad unica navata, ospita due altari laterali e l'altare maggiore; quest'ultimo, realizzato nel 1658, è caratterizzato da una sfarzosa decorazione barocca e accoglie ai lati le statue di Sant'Agata e Santa Lucia. La chiesa aveva diversi altari, oggi scomparsi: tra questi ve n'era uno dedicato a S. Euligio e un altro alla Madonna di Costantinopoli; di quest'ultimo rimane solo una porzione dell'affresco, con la città fortificata, la chiesa in fiamme e il ritratto del committente.

### Architetture civili
- Frantoio semipogeo "Sciurti" di via Lecce (XVI secolo)
- Case a corte di via Conciliazione Laterano e via IV Novembre (esempi cinquecenteschi di architettura popolare salentina)
- Masseria Porcaccini (costruita nel 1618 e ampliata nel 1770)
- Masseria Giammarino (XVII secolo)
- Masseria Baronali (fine XVIII secolo)

### Architetture militari

#### Castello Petraroli

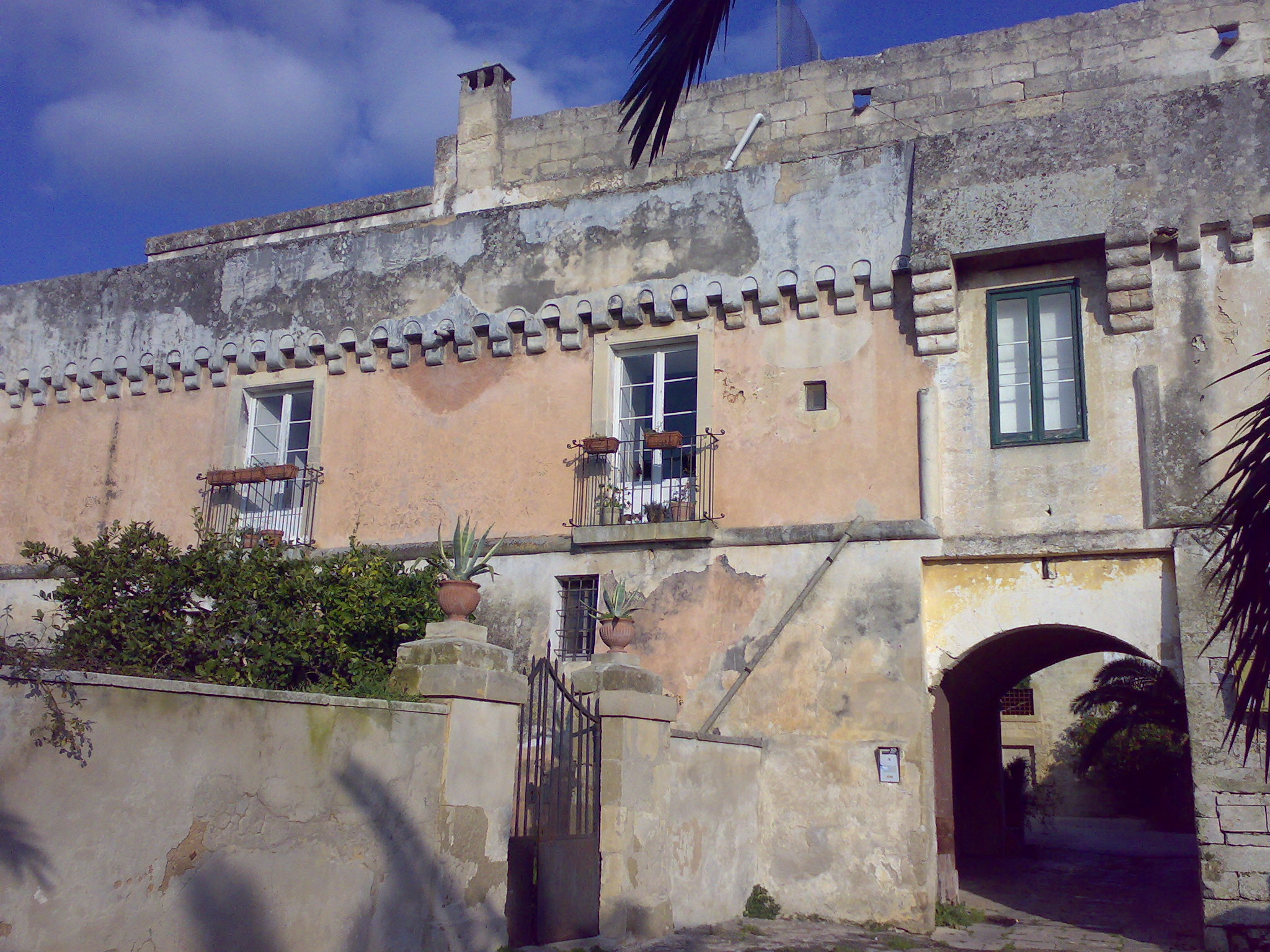
Castello Petraroli

Il Castello Petraroli un tempo si ergeva ai margini del piccolo abitato di Borgagne, in direzione est, allo scopo di svolgere, con più efficacia, la sua funzione difensiva contro i pericoli provenienti dalla direzione del mare.
Il complesso presenta una pianta rettangolare che, in corrispondenza dello spigolo nord-est, ingloba parzialmente una torre innalzata nel 1498; l'anno si ricava dall'iscrizione che, murata con l'arme gentilizia del Petraroli sul versante ovest della torre, così recita: BELLISARI(us) DE PETRAROLIS / BURGANEI DO(minus) FEDERICO / REGI FIDUS IN PRI(n)CIPIUM / ARCI(s) ET TUTELAM / INCOLARUM POSUIT / TURRIUM 1498. L'iscrizione lascia intendere che, quando la torre fu innalzata a difesa dell'abitato, questo era privo di qualsiasi apprestamento difensivo; l'opera di fortificazione intrapresa dal Petraroli non si arrestò con la costruzione della sola torre che, tra l'altro, non poteva esplicare un'efficace difesa e serviva, al massimo a poter effettuare un'azione di avvistamento preventivo, ma dovette proseguire a breve tempo con la costruzione del castello la cui presenza è testimoniata già a partire dal 1531.
Il castello si sviluppa a pianta quadrata con cortile centrale, ed ha subito vari interventi, anche recenti, in relazione alla sua utilizzazione attuale ad abitazione privata. Un tempo vi erano anche piombatoi, feritoie e un fossato, prima che diverse opere di ristrutturazione alterassero alcune parti dell'edificio in maniera irrimediabile. Pertinente al castello è la piccola cappella della Madonna del Rosario.

#### Case-torre
Le case-torre sono costruzioni cinquecentesche la cui funzione principale, oltre a quella abitativa, era strettamente legata alla funzione difensiva dell'abitato insieme al castello. Le case-torre di Borgagne si conservano in diversi esempi: in via Conciliazione Laterano (con archetti pensili e una colonna angolare con i monogrammi di Cristo e della Vergine) e in via IV Novembre (detta "corte dell'Argallo", un tempo casa-torre di "Don Cosma Vergallo", come attestano due iscrizioni recuperate all'interno nel corso dei recenti lavori di restauro).

## Cultura
A partire da dicembre 2012 Borgagne aderisce alla rete "Borghi Autentici d'Italia" attraverso l'associazione "'Ngracalati".

### Eventi
- Premio "VRANI" , Medaglia d'Argento del Presidente della Repubblica
- Sagra ortofrutticola (dal 6 all'8 agosto)
- Borgoinfesta (24, 25, 26 giugno)
- Festa di sant'Antonio (28 e 29 agosto)
- Festa della Madonna del Carmine (15-16 luglio)
- Pellegrinaggio al Santuario della Madonna delle Grazie a Roca (terzo sabato di maggio)

## Infrastrutture e trasporti

### Strade
I collegamenti stradali che interessano il comune sono:
- Strada statale 16 Adriatica, Lecce-Maglie.
- Strada Provinciale 3 da Melendugno e da Carpignano Salentino;
- Strada Provinciale 147 da Martano;
- Strada Provinciale 148 da Torre Sant'Andrea;
- Strada Provinciale 366, San Cataldo-Otranto.

## Galleria d'immagini

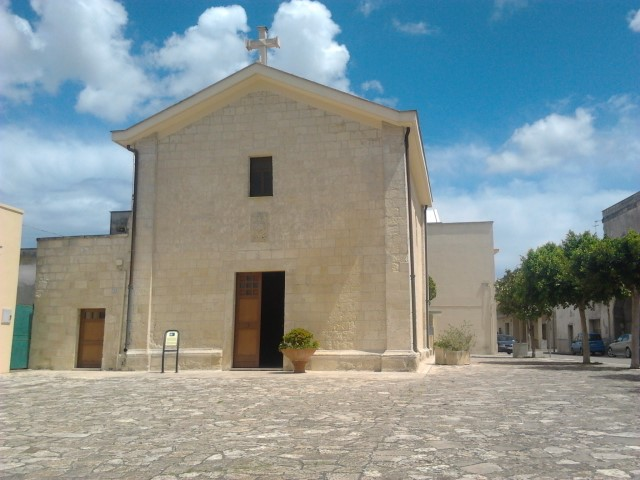
La Piazzetta della Cappella

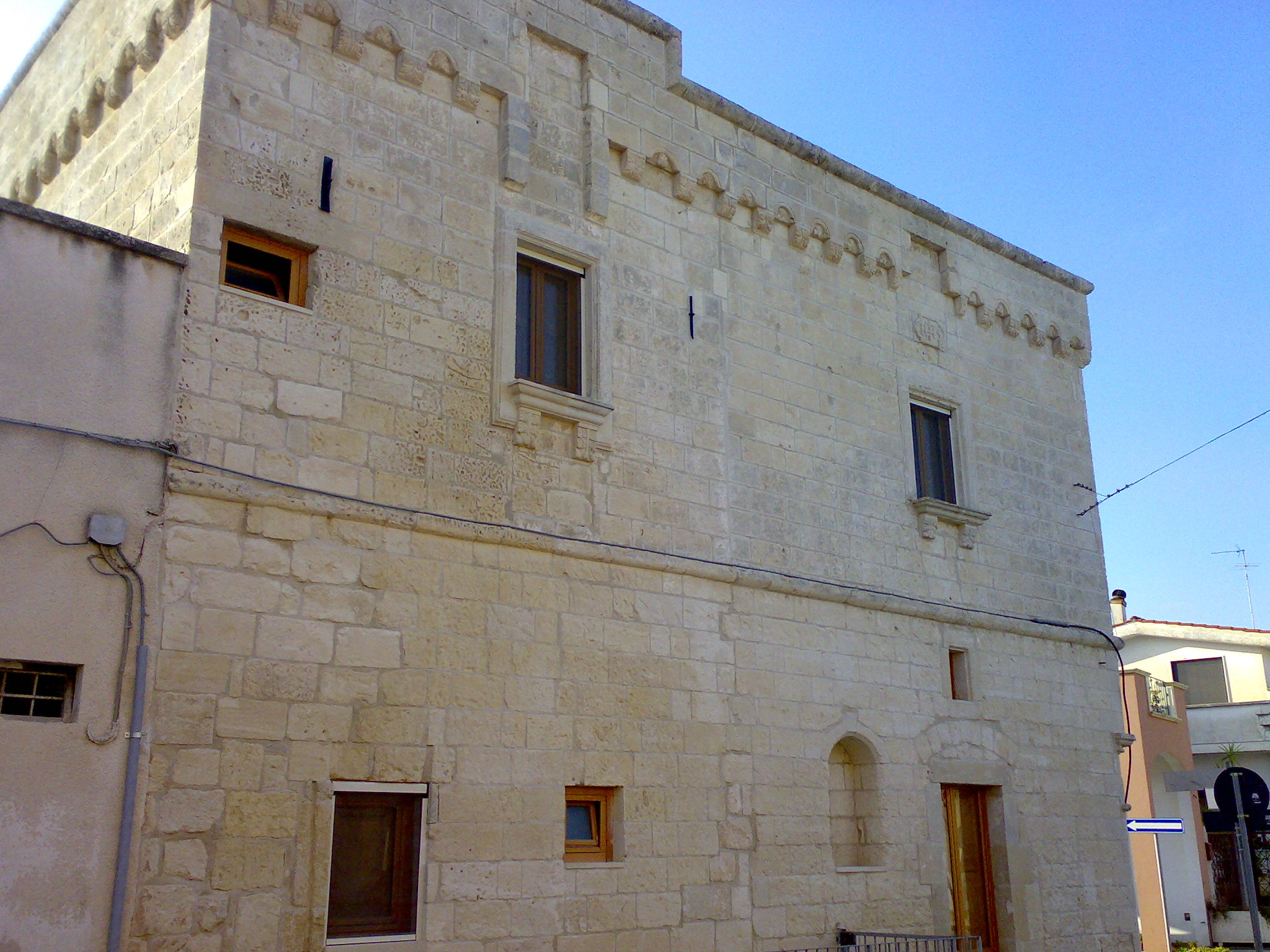
Casa-torre
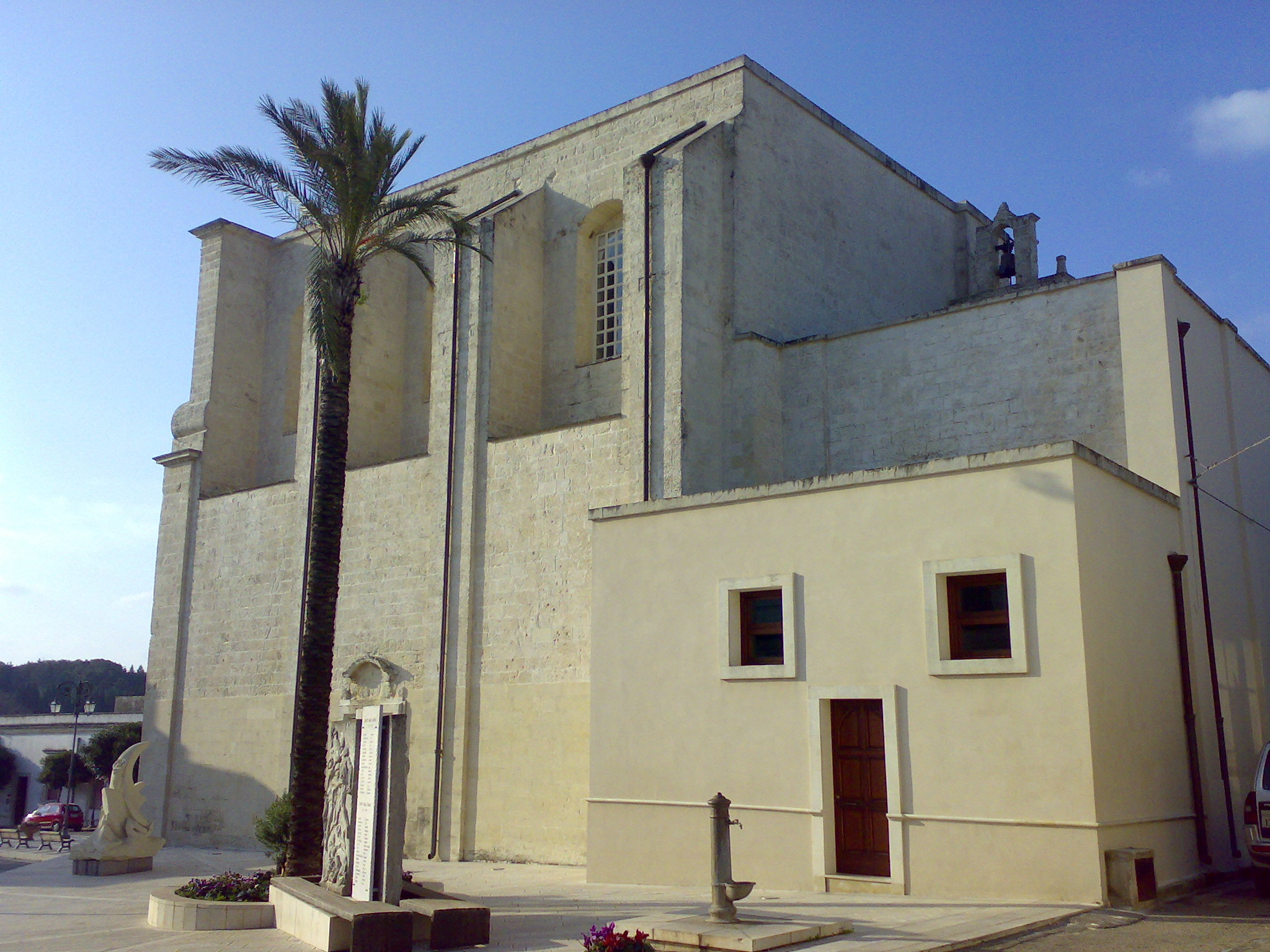
Piazzetta dei Caduti
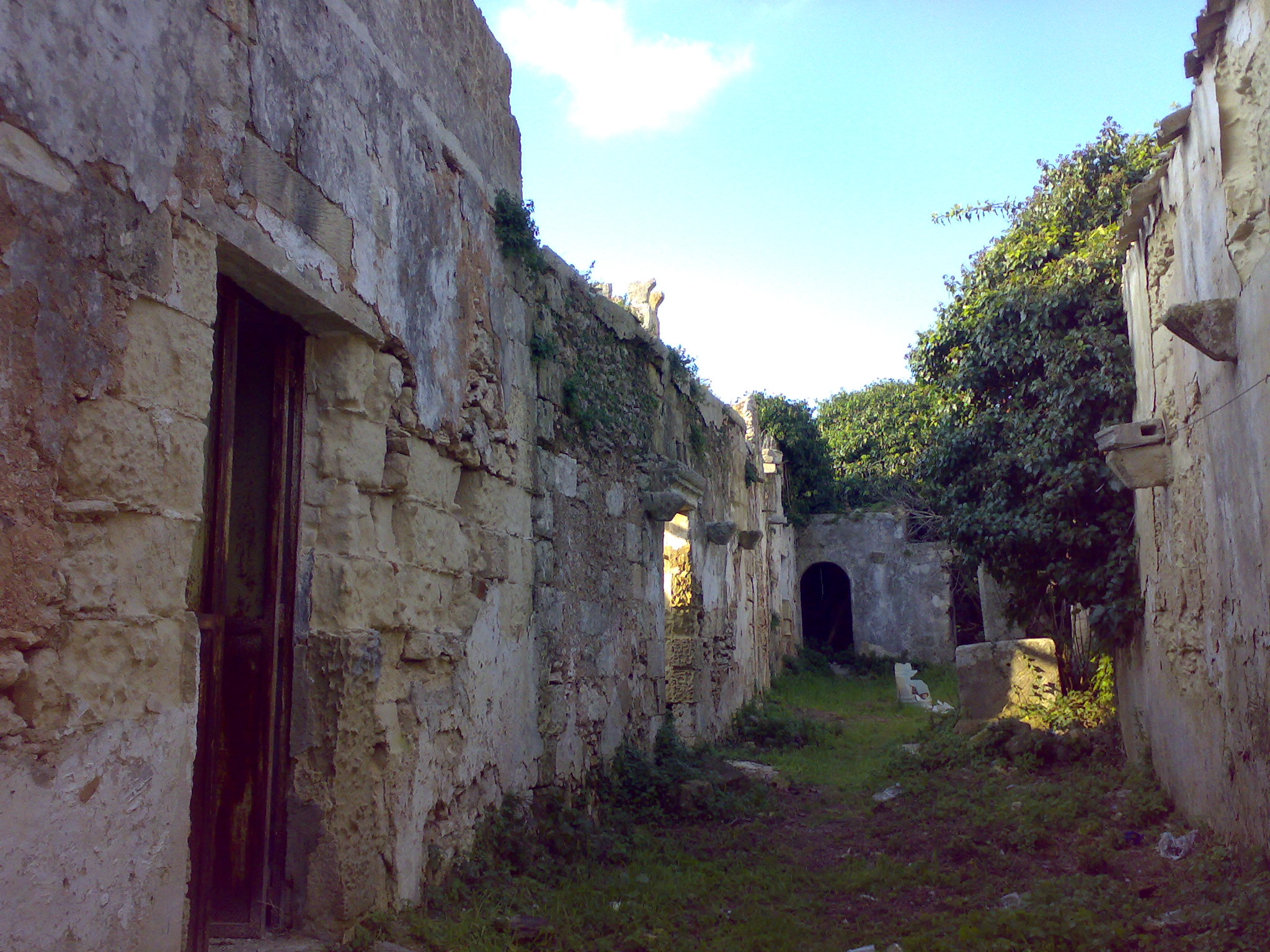
Antica casa a corte abbandonata
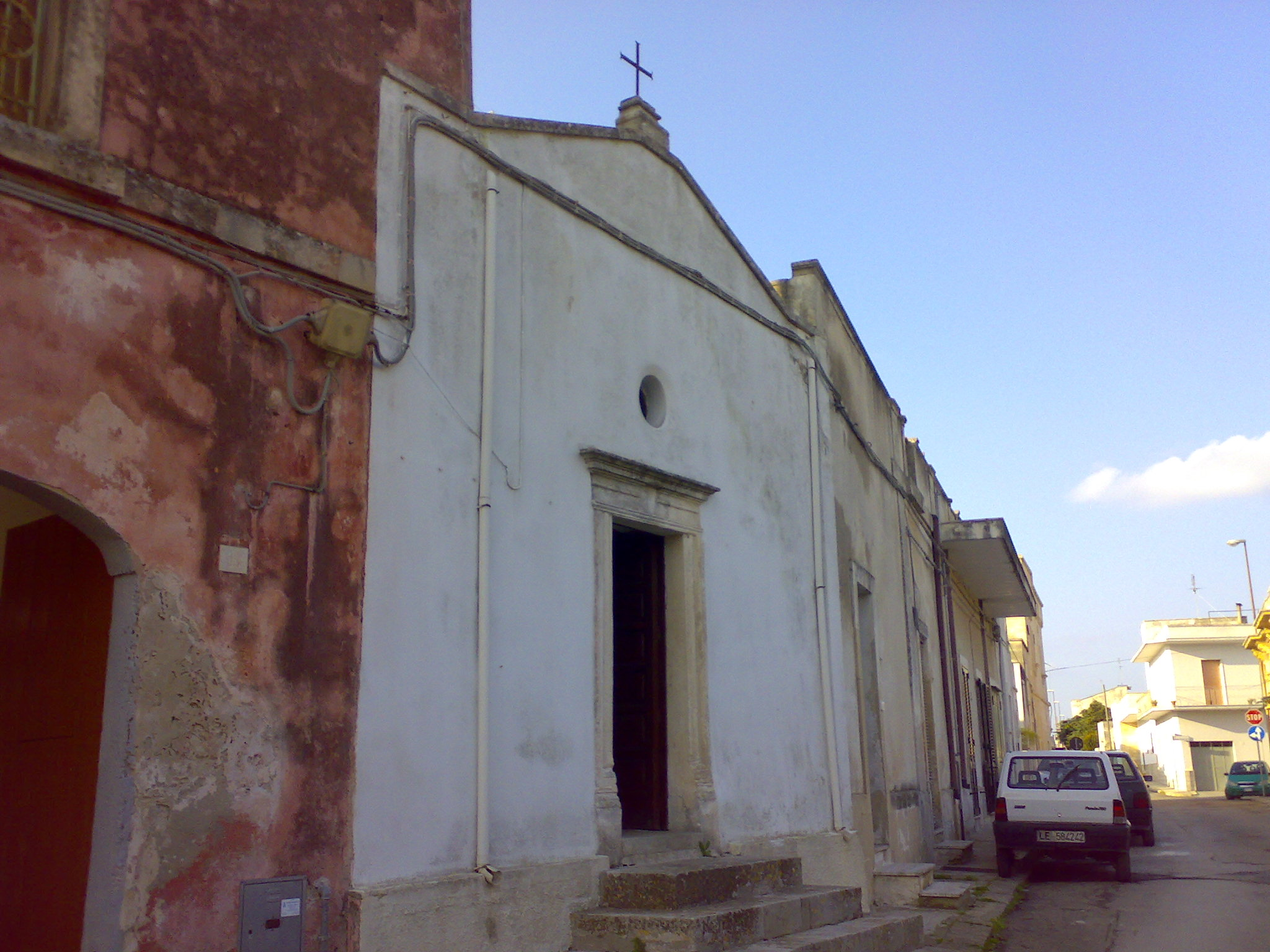
Cappella del Rosario